# 理事
理事（りじ）は、組織・団体を代表し、事務を管掌する地位にある者の職名である。

## 非営利法人等の理事
非営利法人において、対内的には法人の業務を執行する機関をいう。株式会社や相互会社における「取締役」、持分会社や士業法人における「代表社員」、宗教法人における「責任役員」に相当する。同様のものは英語ではdirectorと呼ばれ、取締役と区別されない。
なお、法人によっては、法律上の「理事」ではないが、法人の事務を処理する役員を「理事」と称することもある。宗教法人大石寺（日蓮正宗総本山）においては、法主を補佐し総本山内の寺務の一切を取りまとめる「主任理事」や、内事部の各部門ごとの寺務を取りまとめる「理事」が置かれているが、これらは法律上は「責任役員」である。
また、根拠法令や定款・寄附行為に基づき、理事の長たる職として理事長または代表理事が置かれることがあり、医療法人や学校法人等では、必ず理事長を置かなければならない。監査法人においても理事長が置かれる例が見られるが、包括代表など別の職名を用いる例もある。独立行政法人や国立研究開発法人等においては、理事の長たる職を理事長以外の職名（所長、機構長、学長等）で呼称する場合もある。理事長と代表理事は通常法人の代表権を持つことが共通しているが、代表理事は1名に限られず複数名置かれることがある。理事長に代表権がない場合、表見代理が成立する場合がある。法人の運営は、複数の理事から構成される理事会という議決機関があることも多い。
農業協同組合や漁業協同組合などの団体では理事の長たる職としては法律上代表理事であるが職名として「組合長」との呼称を使うのが慣例となっている。
学校法人では理事長は校長もしくは学長と兼任しているケースは頻繁にあり、その場合「理事長兼校長」「理事長兼学長」と呼ぶが、歴史的経緯から理事長の名称を使用せず総長や塾長などとする場合がある。
代表権は、原則として全ての理事が有している法人（一般社団法人、特定非営利活動法人等）や、原則として理事長または代表理事のみが有している法人（医療法人、学校法人等）がある。
英語では、理事長または代表理事に相当するものとして、managing directorがあるが、これは日本語では専務理事と訳されることがある（これは日本では一般に非営利法人の理事長は名誉職で組織運営に直接関与しない場合が多く、日々の業務の最高責任者は専務理事若しくは事務局長であることに起因する）。

## 国立大学法人の理事
国立大学では、国立大学法人に移管されて以降、理事職が設けられた。理事の人数については、国立大学法人法において定められており、その制限人数以内で学長が任命することができる。国立大学法人移管後にできた新しい職名で、「学長＝理事長」となり、その下の理事も副学長を兼任していることが多い（例：「理事・副学長（○○担当）」）。
理事の職務は、国立大学法人法第11条において「理事は、学長の定めるところにより、学長を補佐して国立大学法人の業務を掌理し、学長に事故があるときはその職務を代理し、学長が欠員のときはその職務を行う。」とされている。
なお「理事」と「副学長」はまったく異なる役職であるため、「副学長＝理事」とはならない。理事の職は（附属学校・施設等を含む）法人全体の経営が中心であり、他方、副学長の職は、法人の中にある「大学組織」の教学を担当する。つまり理事の職が上位であり、副学長は下位にあたる。私立大学では、学長はただの理事であり、その上位に理事長、副理事長、常務理事、専務理事などがいることが多く、また副学長は理事の職ではない。

## 学校法人の理事
上記、国立大学においては法人移管後にできた、新しい職名だが、私立大学では、それ以前より使用されている職名である。経営を担う理事長、理事と教学を担う学長、副学長は別系統の組織として分立していることが多い。

## 株式会社、合名会社、合資会社又は合同会社の理事
日本において、会社法施行規則で、会社法における取締役、会計参与、監査役と並び、理事、執行役などまで含め役員としている。
独占禁止法における役員には、理事、取締役、監査役、業務を執行する社員、監事が含まれる。また、民法上においても、民法第52条、54条などで権限、責任等が示されている。

## 議院の委員会の理事
国会における衆参両議院の委員会には、議院規則により1人または数人の理事が置かれる。具体的には議院運営委員会が、会派ごとの議員数比率に基づいて割り当て基準を策定する。
理事は委員の互選によって選出されるが、慣例では理事を割り当てられた各会派がそれぞれ申し出、委員会の決議によって一任を受けた委員長が申し出に則って指名する。
理事は、委員長に事故があるときや委員長が欠けたときに職務を代行する。また、委員長とともに会議録に署名する。
委員長は議事運営について協議するため、理事会を開催する。理事会には理事を割り当てられていない会派の代表もオブザーバーとして参加する。理事会は非公開で行う。委員会の開催中に、質問者や答弁者の発言を会派として問題視する場合、委員長に異議を申し立てたり、理事同士で協議を行うこともある。これらの発言も議事録は残さない。委員会では議案提出者や閣僚・参考人と委員の間の問答はあるが、委員同士の問答は基本的に行われず、そのような必要がある場合は理事を通じてやりとりを行うことになる。

## 地方公共団体の理事
地方公共団体においては、局長級・部長級・次長級などの一般職地方公務員における最高幹部クラスの職層名、または職員の補職名として使用される。
職員たる理事は、「○○理事」というように特定の部・局に属さしめず、長の直下に置かれて、直接に長の命を受けて特定の重要事項に関する事務を処理するポストとして設けられている場合が多い。
職層名として理事が使われている例には、東京都がある。東京都においては、理事は階級的な呼称である職層の一つで、局長級の職員に対して用いられる。但し、局長級のスタッフ職の職名としても使用されるのは他の地方公共団体と同様である。しかし東京都における理事ポストは局長と同列の知事直属ではなく、局内に設けられる局理事ポストであるため、待遇はライン局長よりも低いものになっている。
地方公共団体の組合にあっては、特別職地方公務員として地方自治法第287条の3第2項の規定により複合的一部事務組合には、当該一部事務組合の規約で定めるところにより、管理者に代えて、理事をもつて組織する理事会を置くことができる。地方自治法第291条の13において準用する第287条の第3項の規定により広域連合には、当該広域連合の規約で定めるところにより、長に代えて理事をもつて組織する理事会を置くことができる。
複合的一部事務組合若しくは広域連合の理事は、一部事務組合若しくは広域連合を組織する市町村若しくは特別区の長又は当該市町村若しくは特別区の長がその議会の同意を得て当該市町村又は特別区の職員のうちから指名する者をもつて充てる。

## 副理事長と副理事
副理事長は、理事長の補佐として置くことが多い。国立大学法人の場合、「学長=理事長」となり、その下は理事が国立大学法人法に定められた人数の理事がいるだけで、副理事長という職を置いている国立大学法人はない。理事の中で建制順に総務担当理事が副理事長的な立場を担うことがあるが、あくまで理事職である。
副理事は、理事を補佐する立場であるとともに、理事が管掌する業務の一部を経営面でマネジメントする立場である。副理事の中の長という意味の「副理事長」というのは前述の理事長を補佐する副理事長と混同されるため用いない。